# Parafia Matki Bożej Różańcowej w Rudce
Parafia Matki Bożej Różańcowej w Rudce – parafia rzymskokatolicka, znajdująca się w diecezji tarnowskiej, w dekanacie Radłów.